# Winneba
Winneba est une ville du littoral du Ghana, située à 60 km de la capitale Accra, qui comptait 41 000 habitants en 2000 qui vivent principalement de la pêche et de la poterie.
Fondée aux environs de l'an 1400, la ville est connue pour son festival annuel des chasseurs de gazelles du peuple Effutu et son carnaval du Nouvel-an, ainsi qu'une université réputée, fondée en 1958, qui se spécialise dans les sciences de l’éducation et dans la formation des enseignants, avec sur son campus plus de 9 000 étudiants. La ville a accueilli en 1883 un congrégation de pasteurs méthodistes. Elle est jumelée avec Charlottesville, en Virginie.